# Обернена U-подібна крива
Обернена U-подібна крива. Йдеться про емпіричну залежність між подушним доходом і деякими показниками якості довкілля. При цьому вважають, що із зростанням доходів погіршення довкілля відбувається до певної точки, після якої якість довкілля поліпшується. При такій ситуації обґрунтовується, що економічне зростання сприятливе для довкілля. Вважають, що при низьких доходах населення основну увагу приділяє задоволенню матеріальних потреб і при цьому забруднення довкілля розглядається, як прийнятний побічний ефект економічного зростання. Із зростанням добробуту люди можуть приділяти більшу увагу питанням поліпшення довкілля і вкладати необхідні для цього кошти. Критики такого підходу вважають, що такий підхід прийнятний тільки для деяких забруднюючих речовин і тому його не можна відносити до якості довкілля в цілому. Крім того, при цьому не враховується те, що кінцева екосфера Землі не може підтримувати нескінченне економічне зростання. Зазвичай такий підхід справедливий для ліквідації шкоди від забруднюючих речовин в короткострокових і локальних масштабах без урахування довгострокового або розсіяного накопичення забруднюючих речовин і відходів (наприклад, зростання концентрацій вуглекислого газу із збільшенням доходів). Перевернута U-подібна крива відноситься до викидів забруднюючих речовин, а не до скорочення природних ресурсів із зростанням доходів, вона не враховує наслідки скорочення викидів одних забруднюючих речовин і зростання викидів інших або переміщення забруднюючих речовин між країнами, перекладання вирішення екологічних проблем на майбутні, як очікують, заможніші покоління.